# الجسر المنهار
جسر ينهار (Le Pont qui s'effondre) هي قصة بوليسية كتبها موريس لوبلان ونُشرت في 1929 ضمن النسخة الأمريكية لمجموعة القصص "وكالة بارنيت وشركاه" تحت عنوان The Bridge that Broke.
نُشرت المجموعة في فرنسا عام 1928، واحتوت على ثماني قصص تُظهر أرسين لوبين بشخصية جيم بارنيت. بينما أصدرت النسخة الأمريكية في العام التالي تحت عنوان Arsène Lupin Intervenes، وضمّت هذه القصة غير المنشورة.
تمت ترجمة هذه القصة إلى اللغة الفرنسية للمرة الأولى في مجلة 813 العدد 94 في أكتوبر 2005 تحت عنوان Le Pont brisé. ثم صدرت في المكتبات من خلال إصدارات مانوكيوس في 2017 بعنوان Le Pont qui s'effondre. كما تم نشر ترجمات أخرى في مجلة L'Aiguille Preuve. أما الترجمة التي قام بها لويس جيندبيان فصدرت ككتاب رقمي في يونيو 2014 تحت عنوان Le pont écroulé.